# Rajko Lotrič
Rajko Lotrič (* 20. August 1962 in Jesenice) ist ein ehemaliger jugoslawischer Skispringer.

## Werdegang
Lotrič startete von 1980 bis 1991 im Skisprung-Weltcup. Sein erstes Weltcup-Springen bestritt er am 8. März 1980 in Lahti. Dabei konnte er mit Platz 15 bereits seinen ersten Weltcup-Punkt gewinnen. In der folgenden Saison 1980/81 sprang er mit dem 7. Platz beim Skifliegen in Ironwood erstmals unter die besten zehn. Bei der Nordischen Skiweltmeisterschaft 1982 in Oslo sprang Lotrič auf den 34. Platz auf der Normal- und den 46. Platz auf der Großschanze. In den folgenden Saisons konnte Lotrič nur selten in die Punkteränge springen.
Eine Top-Platzierung erreichte er erst wieder am 17. Januar 1988, als er in Gallio auf Platz 7 sprang. Bei den Olympischen Winterspielen 1988 in Calgary sprang Lotrič auf der Normalschanze auf den 26. Platz.
Am 27. März 1988 erreichte er beim zweiten Springen in Planica mit Platz 2 seine erste und einzige Podiumsplatzierung. Die Saison beendete er auf dem 20. Platz in der Weltcup-Gesamtwertung.
Bei der Nordischen Skiweltmeisterschaft 1989 in Lahti erreichte er auf der Normalschanze den 52. Platz. In den drei Weltcup-Springen nach der Weltmeisterschaft in Planica und Örnsköldsvik konnte Lotrič noch einmal in die Punkteränge springen.
In seiner letzten Saison 1990/91 blieben ihm weitere Erfolge verwehrt, so dass er 1991 eher glücklos seine elfjährige Skisprungkarriere beendete.